# Nächst Neuendorf

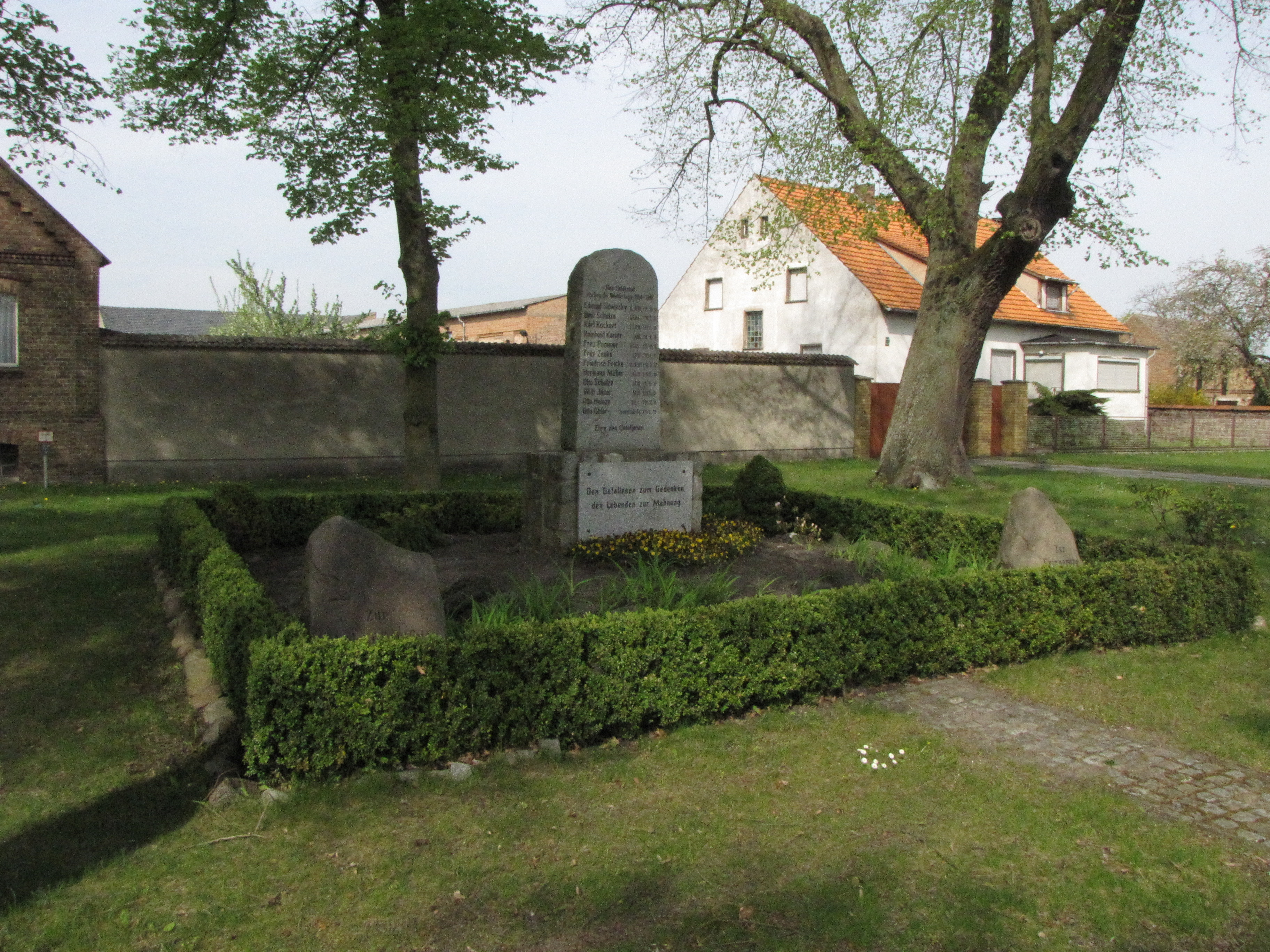
Denkmal für die Gefallenen des Ersten Weltkrieges

Nächst Neuendorf, in der älteren Literatur auch Nächst-Neuendorf oder irrtümlich Nächstneuendorf, ist ein Ortsteil der Stadt Zossen im Landkreis Teltow-Fläming (Brandenburg). Bis zur Eingliederung in die Stadt Zossen 2003 war Nächst Neuendorf eine selbständige Gemeinde, die im Mittelalter sehr wahrscheinlich zur Herrschaft Zossen gehörte.

## Geographische Lage
Der alte Ortskern von Nächst Neuendorf liegt ca. 2,7 km Luftlinie vom Zentrum von Zossen entfernt. Der Ort grenzt im Norden an Glienick (Ortsteil von Zossen) und Dabendorf (Gemeindeteil der Stadt Zossen), im Osten an die Kernstadt Zossen, im Süden und Westen an Horstfelde (Ortsteil der Stadt Zossen). Nächst Neuendorf hat sich bis heute vom alten Ortskern entlang der Straße nach Zossen (Nächst Neuendorfer Landstraße) bis zur Gemarkungsgrenze hin ausgedehnt.

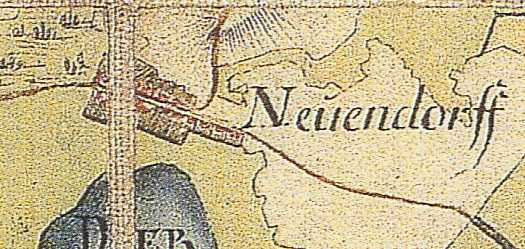
Nächst Neuendorf auf der Schmettauschen Karte von 1767/87

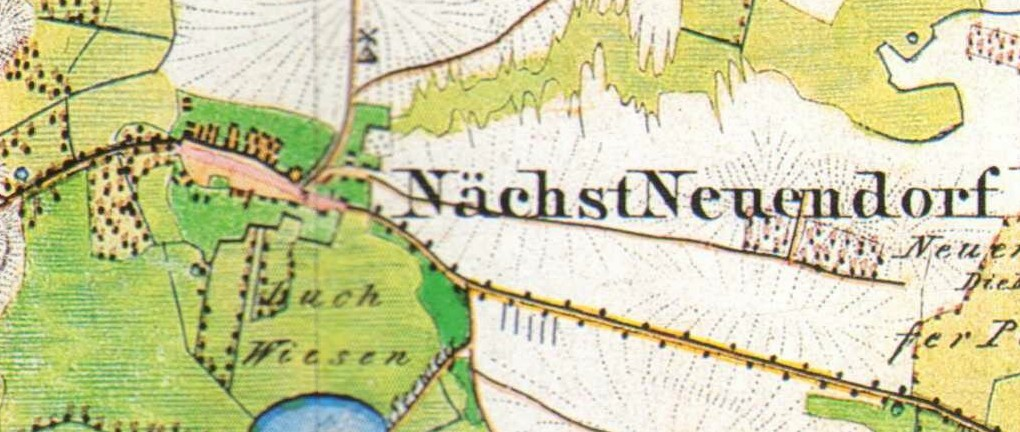
Nächst Neuendorf auf dem Urmesstischblatt 1:25.000 Blatt Zossen 3746

## Geschichte
Der Ort wurde erstmals in einer Urkunde von 1541 erwähnt. Es gehörte damals zum Amt Zossen, das aus der Herrschaft Zossen hervorgegangen war. 1490 war diese vom brandenburgischen Kurfürsten Johann Cicero gekauft worden. Es gilt in der Literatur als sicher, dass Nächst Neuendorf im Mittelalter zur Herrschaft Zossen gehört hatte. Aufgrund seiner Lage näher an Zossen, dem damaligen Zentrum der Herrschaft Zossen erhielt Neuendorf, zur Unterscheidung von Fernneuendorf. den Zusatz Nächst. Dieser Zusatz ist bereits 1569 belegt (Nehist Niendorf). Nach der Dorfstruktur war es ursprünglich ein Sackgassendorf.
Nach dem Erbregister des Amtes Zossen von 1583 hatte das Dorf seit alters zwölf Hufen, die von zehn Bauern und einem Lehnmann bewirtschaftet wurden. Der Lehnschulze hatte zwei Hufen, die übrigen Bauern und der Lehnmann je eine Hufe. Jede Hufe maß 12 Morgen und 121 Quadratruten (ungefähr 5,3 ha). Im Dorf waren außerdem zwei Kossäten ansässig, von denen einer mit 14 Morgen und 88 Quadratruten alten Ackers einen beträchtlichen Landbesitz hatte. Auch der andere Kossäte hatte mit vier Morgen und 88 Quadratruten alten Ackers einen weit über den üblichen Rahmen eines Kossäten hinausgehenden Landbesitz. 1611 wurde das Lehnschulzengut vom Rentmeister Joachim Berchelmann aufgekauft, ebenso ein weiterer Bauernhof. Die drei Hufen wurden ihm freigewilligt, d. h. ihm wurden die auf den Hufen lastenden Abgaben erlassen. 1624 wurde außerdem ein Hirte erwähnt. Das Dorf scheint den Dreißigjährigen Krieg besser überstanden zu haben, als viele andere Gemeinden der näheren Umgebung. 1652 waren alle Bauernhöfe bis auf einen und auch die zwei Kossätenstellen besetzt. Das Dorf hatte außerdem die Fischereirechte im Dergischower See (heute Horstfelder See genannt). 1718 ging der Lehnschulzenhof mit den drei freigewilligten Hufen in freies Eigentum über. 1745 war dieser Hof in den Besitz des Marquis de Varenne gekommen. Für dasselbe Jahr ist erstmals ein Krug in Nächst Neuendorf bezeugt. 1755 werden neben den Bauern ein Schneider, der zugleich Schulmeister war, drei Hirten, ein Nachtwächert und ein Krüger genannt. 1801 waren im Ort 17 Feuerstellen (= Haushaltungen). 1840 gab es 20 Wohnhäuser.1860 zählte man zwei öffentliche Gebäude, 23 Wohnhäuser und 61 Wirtschaftsgebäude einschließlich einer Getreidemühle. Aus dem Urmesstischblatt 1:25.000 (Blatt Zossen 3746) von 1840 ist nördlich des Ortes eine Windmühle eingezeichnet. Im Jahr 1900 war der Ort auf 27 Wohnhäuser angewachsen, 1931 waren es 57 Wohnhäuser.
1953 wurde die LPG Typ III „Einheit“ gegründet. Sie hatte 1955 30 Mitglieder und eine landwirtschaftliche Nutzfläche von 242 ha. 1961 war sie auf 68 Mitglieder und 482 ha Nutzfläche angewachsen. 1960 wurde auch ein LPG Typ I gegründet sie hatte 1961 10 Mitglieder und 64 ha Nutzfläche. Die LPG Typ III „Einheit“ wurde 1967 mit der LPG Zossen vereinigt. 1972 wurde sie in die Kooperative Abteilung Pflanzenproduktion Nächst Neuendorf umgewandelt, die landwirtschaftlichen Nutzflächen der LPGs Schünow, Horstfelde, Mellensee und Zossen-Nächst Neuendorf bewirtschaftete.
1960 wurde die GPG „Pionier“ in Nächst Neuendorf gegründet. Sie hatte 1961 48 Mitglieder und 79 ha Nutzfläche. Unter den Teilbetrieben waren verschiedene Gärtnereien, eine Obstplantage, ein Pilzzuchtanlage und eine Baumschule. Sie wurde 1970 der GPG Ludwigsfelde angegliedert.

## Einwohnerentwicklung
Bevölkerungsentwicklung von 1583 bis 2006 (bis 1971 aus dem Historischen Ortslexikon, ab 1981 aus dem Historischen Gemeindeverzeichnis, 2010 aus dem statistischen Jahrbuch 2010)
| Jahr | Einwohner                         |
| ---- | --------------------------------- |
| 1583 | ca. 60–70 (11 Bauern, 2 Kossäten) |
| 1734 | 115                               |
| 1772 | 123                               |
| 1801 | 120                               |
| 1817 | 123                               |
| 1840 | 144                               |
| 1858 | 163                               |
| 1895 | 190                               |
| 1925 | 378                               |
| 1939 | 436                               |
| 1946 | 499                               |
| 1964 | 475                               |
| 1971 | 447                               |
| 1981 | 391                               |
| 1991 | 367                               |
| 2001 | 643                               |
| 2010 | 828                               |

## Politische Geschichte
Der Ort gehört im Mittelalter mit Sicherheit zur Herrschaft Zossen, die 1490 vom brandenburgischen Kurfürsten Johann Cicero gekauft und in das Amt Zossen umgewandelt wurde. Mit Herausbildung der Kreise im Laufe des 7. Jahrhunderts kam das Amt Zossen und damit auch der Ort zum Kreis Teltow. Das Amt Zossen wurde 1872 aufgelöst.
Um 1870 wurde nordöstlich des Ortskern dicht an der Gemarkungsgrenze zu Dabendorf ein Etablissement erbaut, das zunächst Marienaue genannt wurde. In der Topographischen Karte 1:25.000 von 1912 wird das Gut dann Marienau geschrieben. Dieser Name hat sich eingebürgert. Die Gebäude existieren nicht mehr. Wohl deutlich vor 1900 wurde am Abzweig der L79 von der B246 westlich des Ortskerns von Nächst Neuendorf ein Chausseehaus errichtet. Ebenfalls bereits auf der TK25 von 1912 verzeichnet ist der Karolinenhof südlich von Marienau und östlich des Ortskerns.
Mit der Kreisreform von 1952 in der damaligen DDR wurde der Kreis Teltow aufgelöst und Nächst Neuendorf kam zum Kreis Zossen (1990 bis 1993 Landkreis Zossen). 1950 wurden auf der Gemarkung die Wohnplätze Karolinenhof, Marienau, Zossener Straße und Chausseehaus ausgeschieden. 1957 wird Nächst Neuendorf mit den Ortsteilen Karolinenhof und Marienau genannt.
1992 schloss sich Nächst Neuendorf mit neun anderen Gemeinden und der Stadt Zossen zum (neuen) Amt Zossen zusammen. Im Rahmen der Gemeindereform in Brandenburg wurde Nächst Neuendorf zum 26. Oktober 2003 per Gesetz in die Stadt Zossen eingegliedert und das Amt Zossen aufgelöst. Seitdem ist Nächst Neuendorf ein Ortsteil der Stadt Zossen. 
Der Ortsbeirat von Nächst Neuendorf besteht aus drei gewählten Mitgliedern, die aus ihrer Mitte einen Ortsvorsteher und einen Stellvertreter bestimmen. Der Ortsvorsteher vertritt den Ortsteil gegenüber den Organen der Stadt Zossen. Seit 2019 heißt der Ortsvorsteher Thomas Czesky.

## Kirchliche Verhältnisse
Nächst Neuendorf hat keine eigene Kirche und hat wahrscheinlich auch nie eine Kirche besessen. Es war immer nach Zossen eingepfarrt.

## Denkmale

### Baudenkmale
Die Denkmalliste des Landkreises Teltow-Fläming listet für Nächst Neuendorf lediglich ein Baudenkmal:
- das Schützenhaus in der Nächst Neuendorfer Dorfstraße 14.

### Bodendenkmale
Auf der Gemarkung Nächst Neuendorf wurden zahlreiche Bodenfunde gemacht, deren Fundorte als Bodendenkmale geschützt sind:
- Flur 1: eine Siedlung der Bronzezeit, der Dorfkern aus Mittelalter und Neuzeit,
- Flur 1: eine Siedlung des Neolithikum, ein Rast- und Werkplatz des Mesolithikum
- Flur 1: ein Rast- und Werkplatz der Steinzeit
- Flur 1: eine Siedlung der römischen Kaiserzeit, eine Siedlung der Bronzezeit
- Flur 1: ein Burgwall aus dem slawischen Mittelalter: 500 m nordwestlich des Ortskerns in der Niederung, etwa 60 bis 80 m Durchmesser, 3 m Höhe (1894, heute vollständig eingeebnet). Der Burgwall hat ein Substruktion aus Packwerk. Es wurden mittelslawische Scherben gefunden, sehr selten auch spätslawische Scherben.[11]
- Flur 1: eine Siedlung der Ur- und Frühgeschichte
- Flur 1: eine Siedlung der Bronzezeit
- Flur 1: eine Siedlung der Urgeschichte
- Flur 1: eine Siedlung der Ur- und Frühgeschichte
- Flur 1: ein Acker aus dem deutschen Mittelalter, eine Siedlung der Urgeschichte, ein Acker aus der Neuzeit
- Flur 1: eine Siedlung der Ur- und Frühgeschichte

### Naturdenkmale
Auf der Gemarkung sind mehrere Bäume als Naturdenkmale geschützt:
- eine Rosskastanie: in der Dorfaue, wegen ihres Alters und, Größe, ihrer Ortsbild prägenden Schönheit und ihrer landeskundlichen Bedeutung
- eine Linde: Dorfanger, wegen ihrer Eigenart (Alter, Größe) und Ortsbild prägenden Schönheit
- eine Baumgruppe bestehend aus fünf Eichen: 0,4 km östlich des Ortsrand, beim Hof der Straßenmeisterei, wegen ihres Alters

## Persönlichkeiten
- Wilhelm Ohler (1870–1948), Landwirt und Politiker
- Paul Dobert (1860–1931), Schriftsteller und Chefredakteur der Zeitschrift „Die Woche“[13]